# 水星-红石4号
水星-红石4号是美国国家航空航天局进行的水星计划中的第二次载人任务，于1961年7月21日佛罗里达州卡纳维尔角发射，运载火箭为红石运载火箭。航天器被命名为自由鐘7号，未进入地球轨道，是一次亚轨道任务。执行此次任务的维吉尔·格里森成为了美国历史上第二位进入太空的宇航员。

## 任务成员
- 维吉尔·格里森 (Virgil I. Grissom，曾执行水星-红石4号、双子星3号以及阿波罗1号任务)

### 替补成员
- 约翰·格伦 (John Glenn，曾执行水星-宇宙神6号以及任务)